# Cantó de Le Mans-Oest
El cantó de Le Mans-Oest és un cantó francès del departament de Sarthe, situat al districte de Le Mans. Compta amb part del municipi de Le Mans.

## Municipis
- Le Mans

## Història
| Data d'elecció                           | Identitat          | Partit | Qualitat |
| ---------------------------------------- | ------------------ | ------ | -------- |
| 1982-2001                                | Roland Becdelièvre | PS     |          |
| 2001-                                    | Nelly Heuzé        | PS     |          |
| les dades anteriors no són pas conegudes |                    |        |          |
|                                          |                    |        |          |

## Demografia
| A partir de 1990: Població sense dobles comptes |